# Sedum microsepalum
Sedum microsepalum là một loài thực vật có hoa trong họ Crassulaceae. Loài này được Hayata miêu tả khoa học đầu tiên năm 1913.